# Apeadero de Algoz
El Apeadero de Algoz, también conocido por Estación de Algoz, es una plataforma ferroviaria de la Línea del Algarve, que sirve a la localidad con el mismo nombre, en el ayuntamiento de Silves, en Portugal.

## Historia
Esta plataforma fue inaugurada el 10 de octubre de 1899, como estación terminal provisional del primer tramo del Ramal de Portimão, que comenzaba en Tunes, en la Línea del Sur. El tramo siguiente, hasta Poço Barreto, entró en servicio el 19 de  marzo de 1900.
En 1933, fueron aprobadas obras de reparación del muelle de esta plataforma, que también tenía, en ese momento, la categoría de estación.